# Романовы

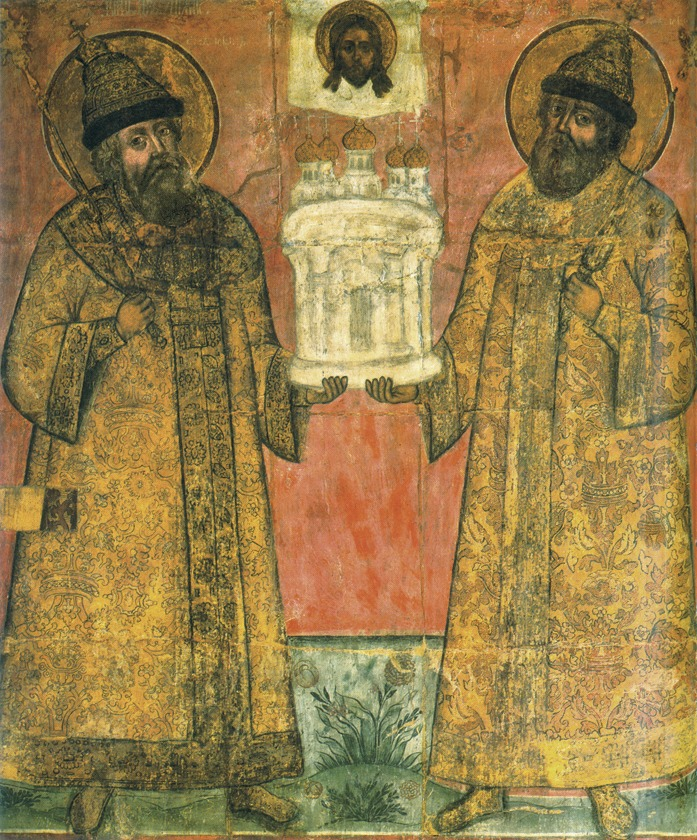
Цари Михаил Фёдорович и Алексей Михайлович, роспись Спасо-Преображенского собора, Новоспасского монастыря, 1689 г.

Рома́новы — русский боярский род, носивший такую фамилию с конца XVI века. С 1613 года — династия русских царей, с 1721 года — российских императоров.
Прямая ветвь рода Романовых на всероссийском престоле пресеклась после смерти императрицы Елизаветы Петровны 5 января 1762 года. Согласно её завещанию, титул императора и русский престол унаследовал её племянник — сын царевны Анны Петровны и герцога Карла-Фридриха Гольштейн-Готторпского Карл Петер Ульрих Гольштейн-Готторпский, принявший имя Петра III, которого династический договор признавал членом императорского дома Романовых.

## Фамилия Романовы
Первым из рода фамилию Романов стал носить Фёдор Никитич (он же патриарх Филарет) в честь своего отца Никиты Романовича и деда Романа Юрьевича Захарьиных. Юридически члены царской, а затем императорской семьи не носили вообще никаких фамилий («царевич Иван Алексеевич», «великий князь Николай Николаевич» и т. д.).
Кроме того, с 1761 года в России царствовали потомки сына Анны Петровны и герцога Гольштейн-Готторпского Карла-Фридриха, которые по мужской линии происходили уже не от Романовых, а от Гольштейн-Готторпов (младшая ветвь Ольденбургской династии, известной с XII века). В генеалогической литературе представители династии, начиная с Петра III, носят название Гольштейн-Готторп-Романовы. Несмотря на это, с XX века названия «Романовы» и «Дом Романовых» общепринято употреблялись для официального обозначения Российского Императорского Дома, герб бояр Романовых был включён в официальное законодательство, а в 1913 году широко отмечалось трёхсотлетие дома Романовых (подробнее см. Российский Императорский Дом#Фамилия).
После 1917 года фамилию Романовых официально стали носить (по законам Временного правительства, а затем в эмиграции) практически все члены царствовавшего дома. Исключение составляют потомки великого князя Дмитрия Павловича. Он был одним из Романовых, кто признал Кирилла Владимировича императором в изгнании. Женитьба Дмитрия Павловича на Одри Эмери была признана Кириллом морганатическим браком члена царствующего дома, а супруга и дети получили титул князей Романовских-Ильинских. Остальные Романовы также вступили в морганатические (с точки зрения российского закона о престолонаследии) браки, однако не посчитали нужным менять фамилию (подробнее см. Романовы после 1917 года#Фамилия).

## Генеалогические древа

Дом Романовых за весь период существования (с 1347 по настоящее время)
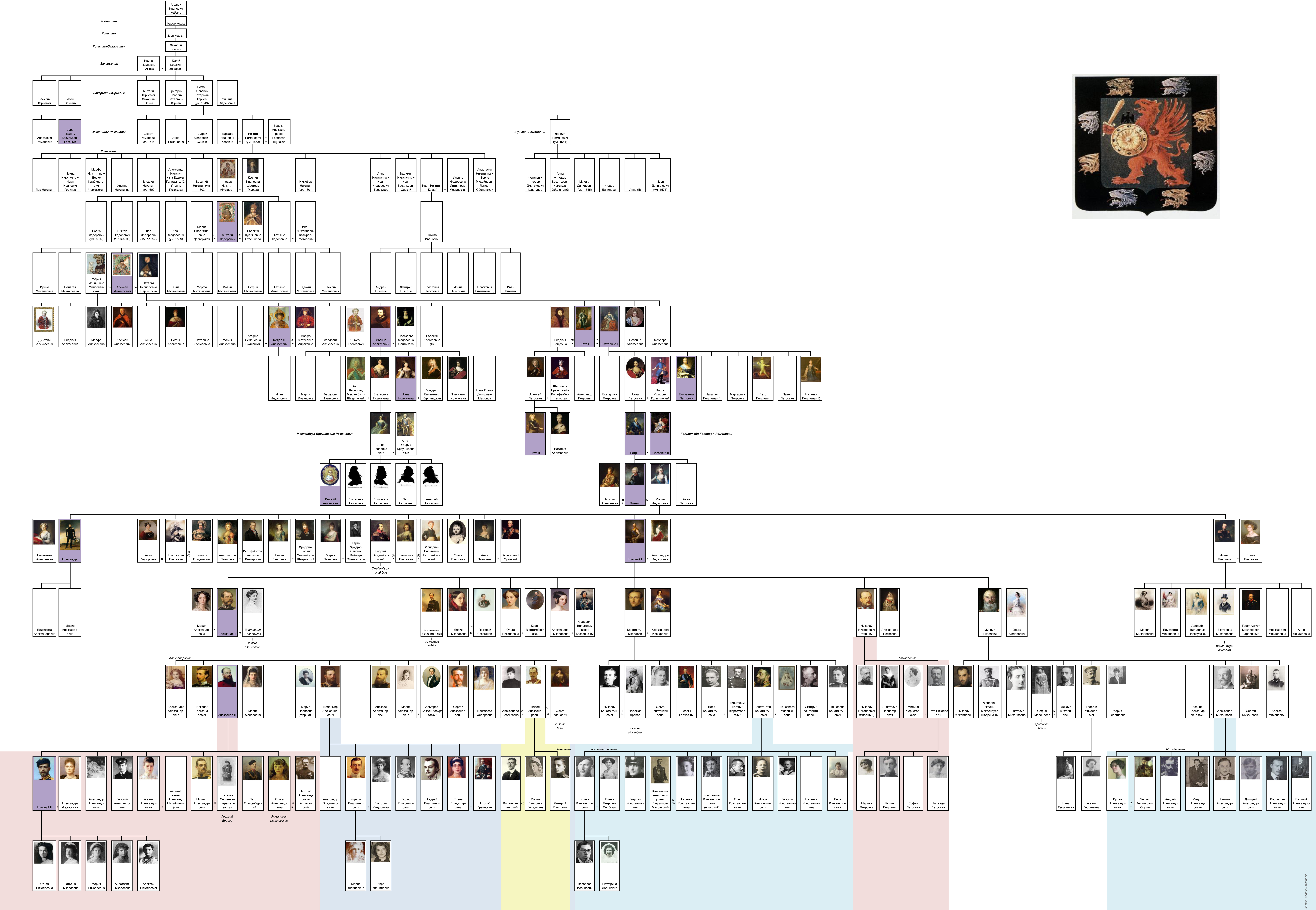
Дом Романовых до свержения (с 1347 по 1917 год)
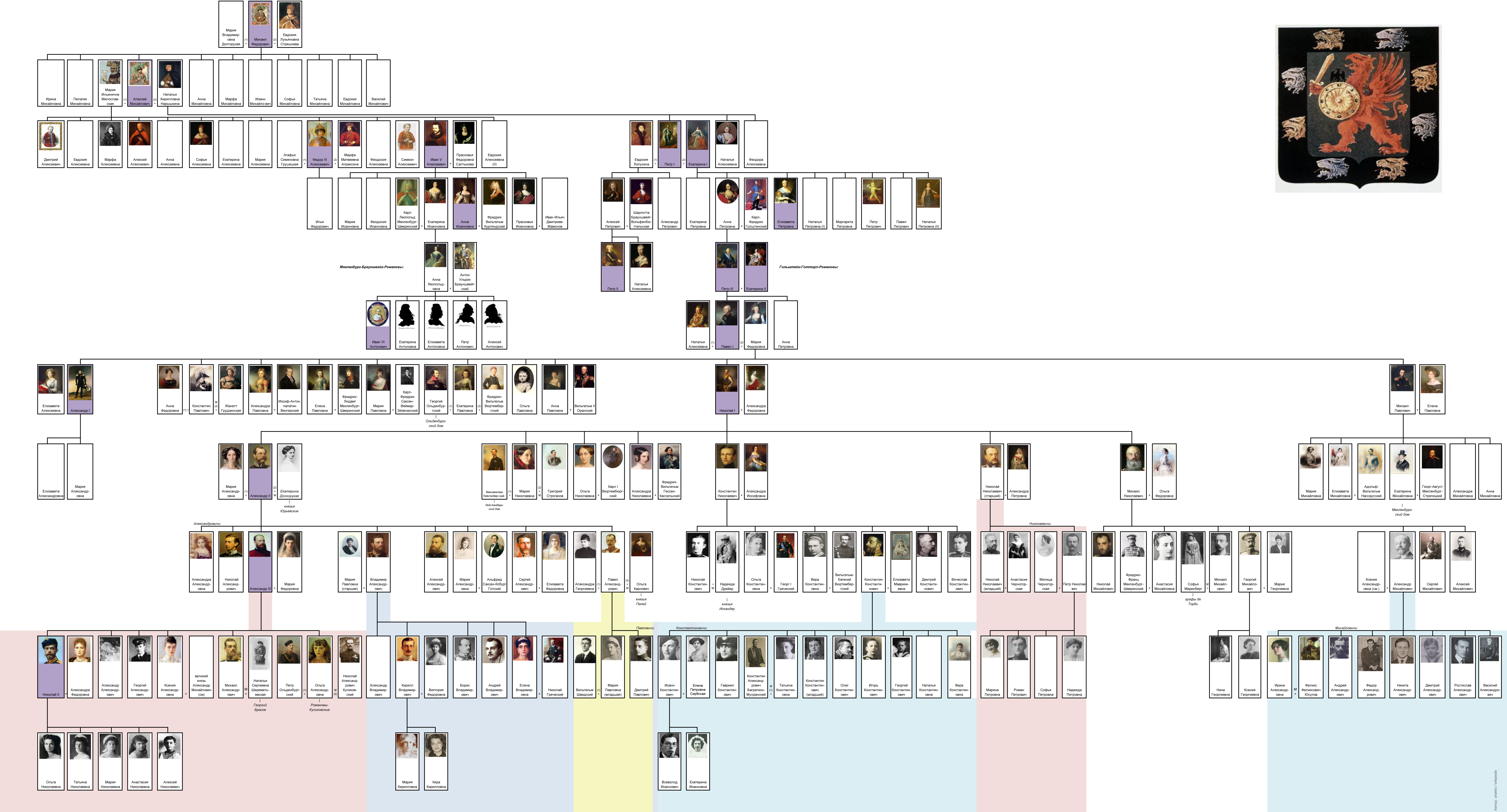
Дом Романовых с воцарения до свержения (с 1613 по 1917 год)
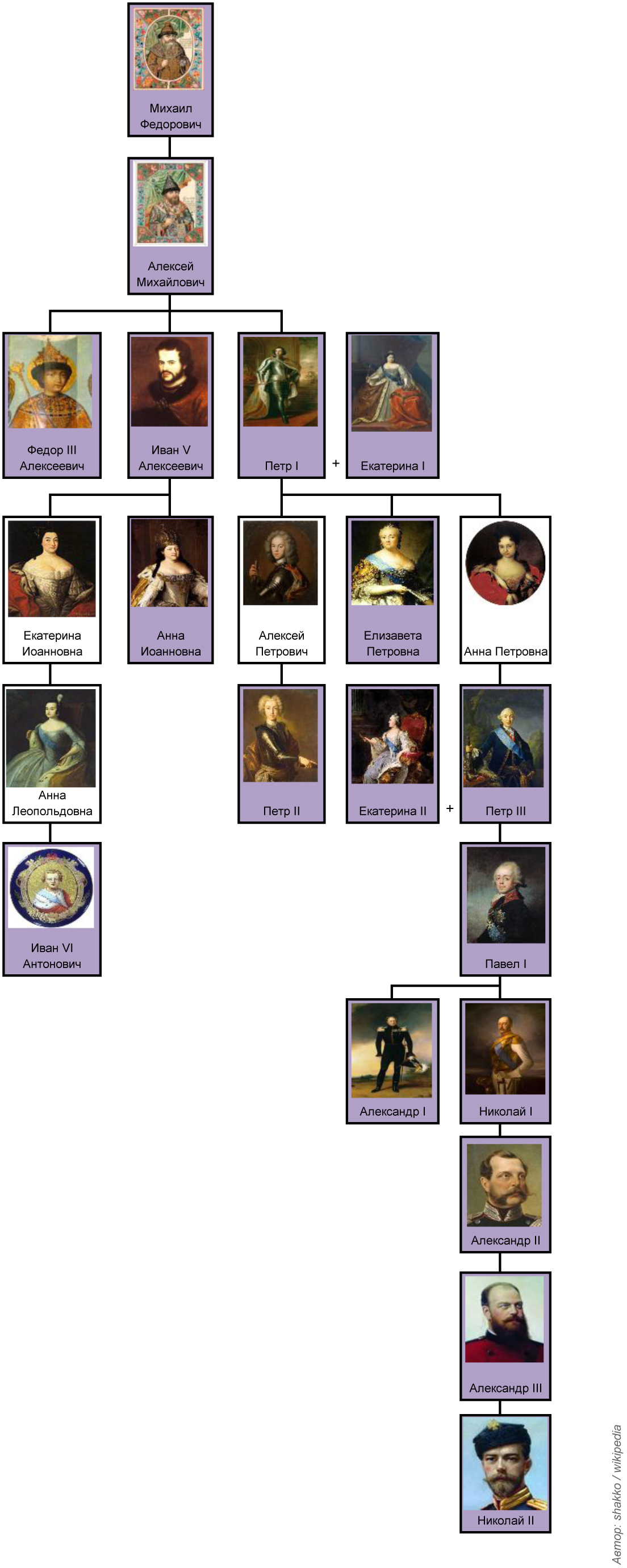
Монархи из дома Романовых
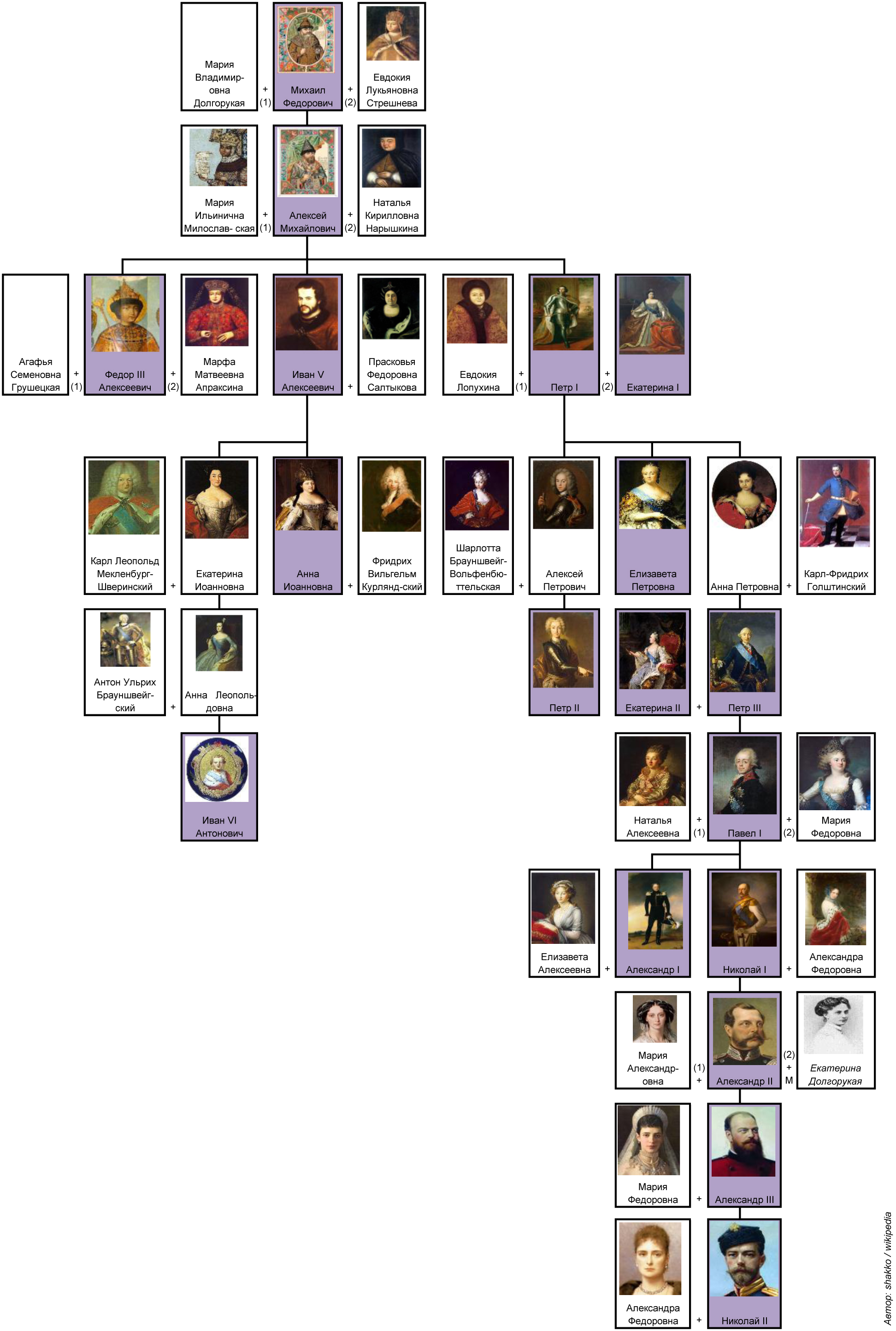
Монархи из дома Романовых с супругами
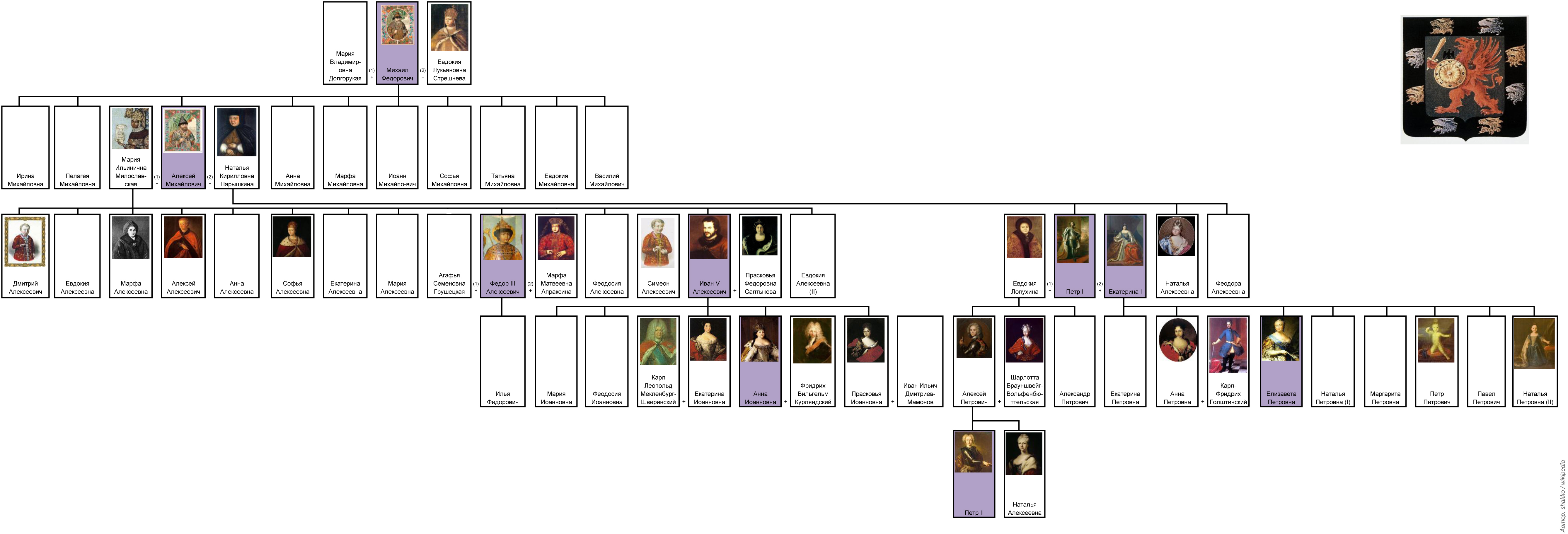
Царствующий дом Романовых до пресечения в мужском колене (с 1613 по 1730 год)
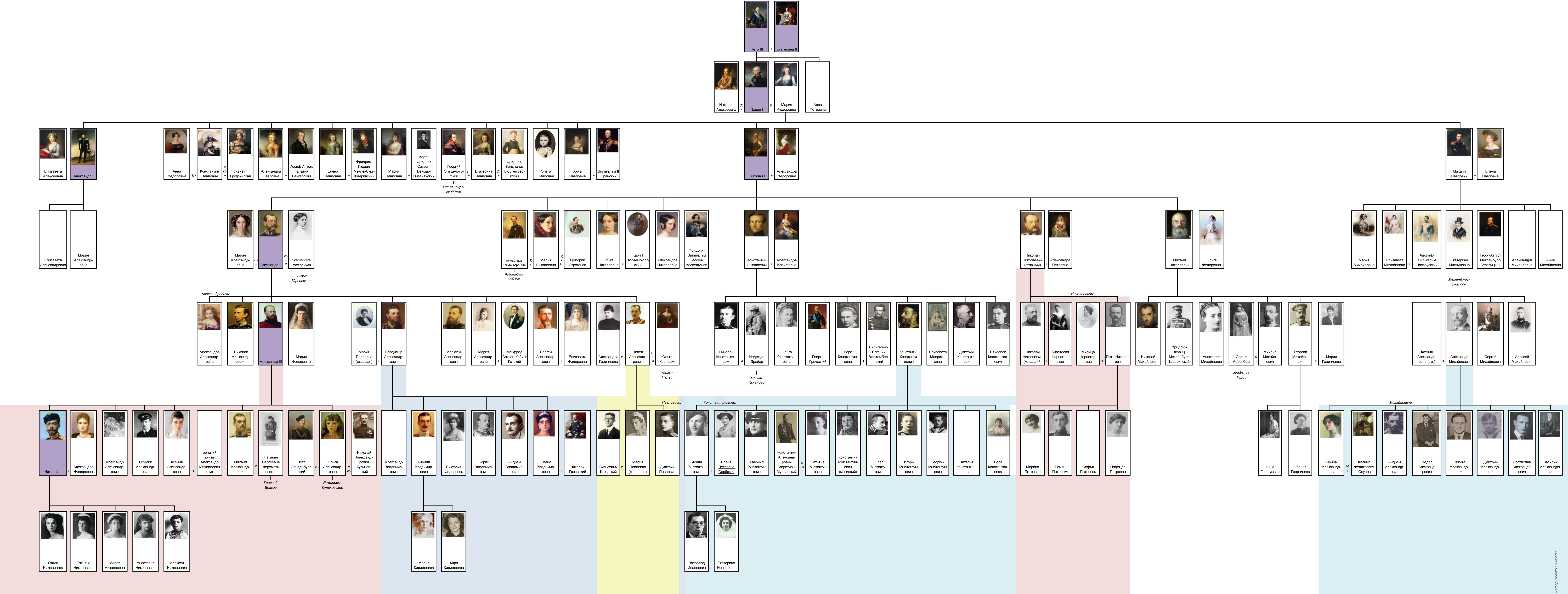
Гольштейн-Готторп-Романовы (с 1762 по 1917 год)

## История Романовых

### Предыстория
Согласно родовому преданию, предки Романовых выехали на Русь «из Пруссии» в начале XIV века. Однако историк С. Б. Веселовский полагал, что Романовы — выходцы из Новгорода.
Первым достоверным предком Романовых и ряда других дворянских родов считается Андрей Кобыла — боярин московского князя Симеона Гордого. Потомки Фёдора Кошки стали прозываться Кошкиными. Дети Захария Ивановича Кошкина стали Кошкиными-Захарьиными, а внуки — просто Захарьиными. От Юрия Захарьевича пошли Захарьины-Юрьевы.
Благодаря браку Ивана IV Грозного с Анастасией Романовной Захарьиной род Захарьиных-Юрьевых стал в XVI веке близким к царскому двору, а после пресечения московской ветви Рюриковичей начал претендовать на престол.
Старшая дочь Александра Борисовича Горбатого-Шуйского, Евдокия, была замужем за Никитой Романовичем Захарьиным, дедом царя Михаила, что дало Романовым некоторое основание выводить свою родословную от Рюрика. Не все историки считают её матерью Фёдора Никитича: некоторые придерживаются мнения, что матерью Фёдора была другая жена Никиты, Варвара Головина.

### Цари
В 1613 году внучатый племянник Анастасии и сын Фёдора Никитича Михаил Фёдорович был избран на царство, и его потомство (которое традиционно называется «Дом Романовых») правило Россией до 1917 года, когда потеряло престол в результате Февральской революции.
Всего династия Романовых дала стране 5 царей: Михаил Фёдорович, его сын Алексей Михайлович и три его сына — Фёдор Алексеевич, Иван V и Пётр I. Последний принял императорский титул в 1721 году, пожалованный сенатом в результате победы над Швецией в Северной войне.

### Императоры
Первым императором из династии Романовых стал Пётр Великий. Ему в качестве самодержавной императрицы наследовала супруга Екатерина I, чьё происхождение до сих пор остаётся загадкой. После её кончины престол перешёл внуку императора от первого брака — Петру II, с его кончиной мужское поколение царя Михаила Фёдоровича пресеклось.
Из-за интриг далее линия наследования детей Петра Великого была заморожена, и императорский престол отдали дочери царя Ивана V (старшего брата Петра I) — Анне Иоанновне. Ей наследовал правнук Ивана V — Иоанн VI Антонович, сын герцога Брауншвейгского, единственный представитель на русском троне династии Мекленбург-Брауншвейг-Романовы. Последний был свергнут своей тёткой, «дщерью Петровой» — императрицей Елизаветой. Она до конца жизни оставалась незамужней и бездетной и передала корону сыну своей сестры Анны Петровны. Императрица Елизавета являлась последним царствовавшим представителем рода Романовых без смешения с иностранными династиями.

#### Ветвь Гольштейн-Готторп-Романовская
После брака Анны Петровны с герцогом Карлом Гольштейн-Готторпским род Романовых фактически перешёл в род Гольштейн-Готторпов, однако по династическому договору сын от данного брака (будущий Пётр III) признавался членом Дома Романовых.

Таким образом, по генеалогическим правилам императорский род именуется Гольштейн-Готторп-Романовский, что нашло отражение на родовом гербе Романовых и гербе Российской империи.

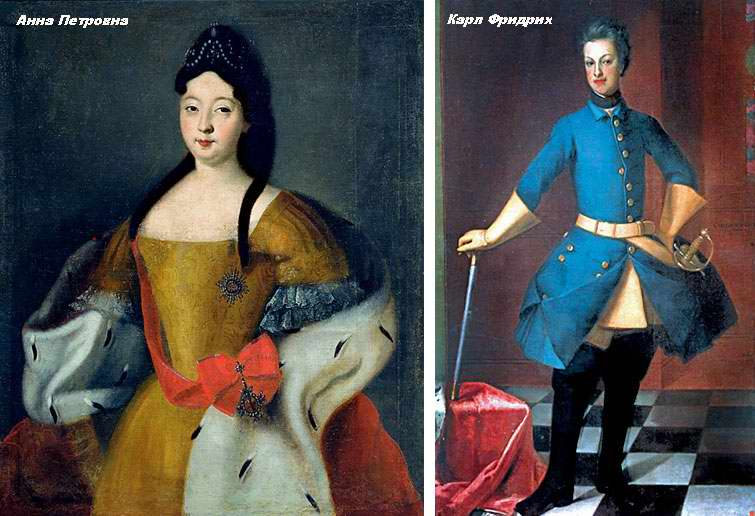
Анна Петровна и герцог Карл Фридрих

Начиная с Петра III и Екатерины II, точнее, с их сына Павла I, престол в Доме Романовых передавался практически по прямой линии, без хитросплетений родословных предшествующего периода, в частности, благодаря изданному императором Павлом I указу о престолонаследии по прямой мужской линии в 1797 году. Павлу I наследовал его старший сын Александр I, у которого не было сыновей. Второй сын — Великий князь Константин Павлович от престола отказался (что стало одним из поводов восстания декабристов). Следующим императором стал третий сын Павла — Николай I. Наследники престола со времён Екатерины Великой носили титул цесаревича.
Ему наследовал старший сын Александр II. Его старший сын цесаревич Николай Александрович скончался от туберкулёза в возрасте 21 года, и следующим императором стал второй сын Александр III, которому наследовал старший сын, последний русский правитель Николай II, отрёкшийся от престола, а затем расстрелянный. Номинально в течение 16 часов императором был великий князь Михаил Александрович.
Таким образом, из Гольштейн-Готторпской ветви Романовых происходит 7 императоров.

#### XIX век

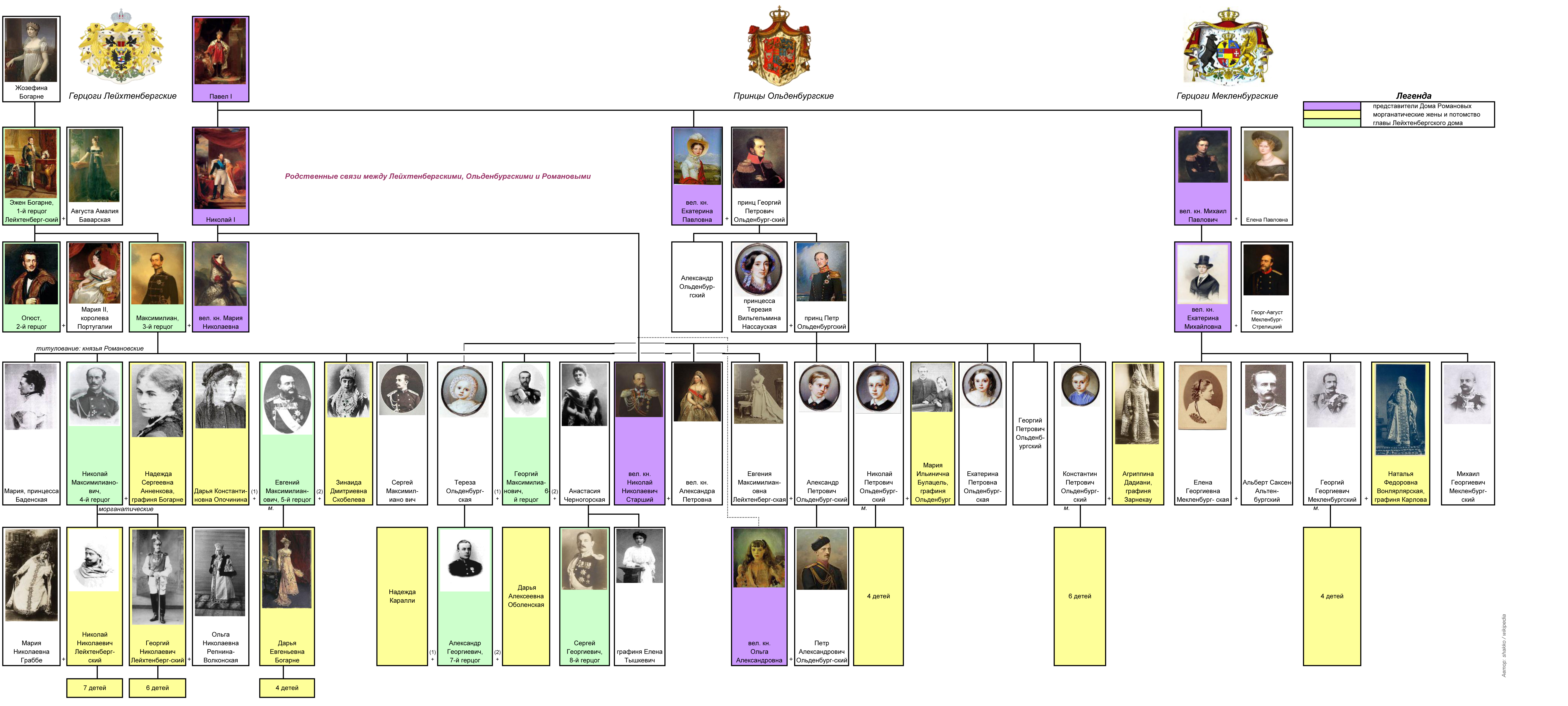
Родословное древо российских ветвей герцогов Лейхтенбергских, принцев Ольденбургских, герцогов Мекленбургских и их родственных взаимоотношений с домом Романовых

В XIX веке императорская семья крайне разрослась. Были приняты специальные законы — «Учреждение о Императорской Фамилии» в редакциях 1797 и 1886 годов, регулировавшие права и обязанности членов семьи, а также материальные аспекты их существования, в частности, введён титул — князь императорской крови — для дальнего потомства императоров (подробнее см. Российский Императорский Дом).
Ещё три ветви Романовых (по женской линии) входили в Российский Императорский Дом и многие августейшие династии Европы были родственниками:
| династия                                               | герб                                                   | примечания | глава родственной ветви                                            |
| династии принадлежащие Российскому императорскому Дому | династии принадлежащие Российскому императорскому Дому | династии принадлежащие Российскому императорскому Дому | династии принадлежащие Российскому императорскому Дому             |
| ------------------------------------------------------ | ------------------------------------------------------ | --- | ------------------------------------------------------------------ |
| Гольштейн-Готторп-Романовы                             |                                                        | Происходит от великой княжны Анны Петровны (дочери Петра I) и её мужа Карла Фридриха Гольштейн-Готторпского | Мария Владимировна Романова или Алексей Андреевич Романов          |
| Лейхтенбергские (Богарне)                              |                                                        | Происходит от великой княжны Марии Николаевны (дочери Николая I) и её мужа герцога Максимилиана Лейхтенбергского | Николай-Александр-Фриц Лейхтенбергский, 7-й герцог Лейхтенбергский |
| Ольденбургские                                         |                                                        | Происходит от герцога Ольденбургского Петра Георгиевича, женившегося на Екатерине Павловне (дочери императора Павла I). Современные потомки носят морганатическую фамилию фон Царнекау или Зарнекау.                                                                    | граф Пётр Константинович фон Царнекау                              |
| Мекленбург-Стрелицкие                                  |                                                        | Происходит от брака великой княжны Екатерины Михайловны с герцогом Георгом-Августом Мекленбург-Стрелицкий. | Борвин, герцог Мекленбург-Стрелицкий                               |
| родственные династии                                   |                                                        | |                                                                    |
| Мекленбург-Шверинские                                  |                                                        | 1-Происходит от брака великой княжны Елены Павловны (дочери императора Павла I) с наследным принцем Фридрихом Людвигом Мекленбург-Шверинским. 2-Происходит от брака великой княжны Анастасии Михайловны с великим герцогом Фридрихом Францем III Мекленбург-Шверинским. | 1 и 2-герцогиня Доната Мекленбург-Шверинская                       |

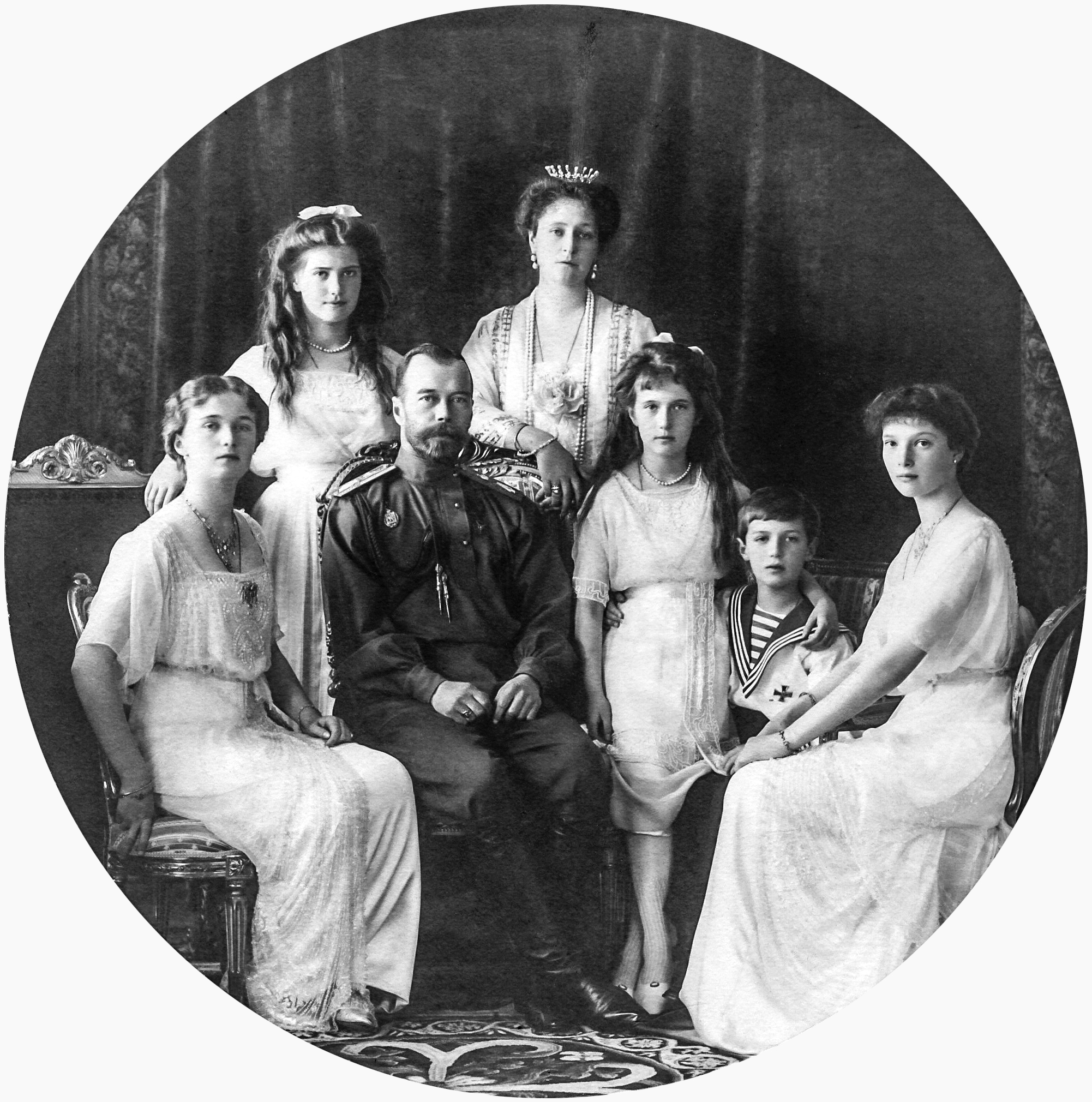
Императорская семья в 1913 году. Великая княжна Ольга Николаевна, великая княжна Мария Николаевна, император Николай II, императрица Александра Фёдоровна, великая княжна Анастасия Николаевна, цесаревич Алексей Николаевич и великая княжна Татьяна Николаевна.

| Саксен-Веймар-Эйзенахские                              |                                                        | Происходит от брака великой княжны Марии Павловны (дочери императора Павла I) с великим герцогом Карлом Фридрихом Саксен-Веймар-Эйзенахским. | принц Михаэль Саксен-Веймар-Эйзенахский                            |
| Оранские-Нассау                                        |                                                        | Происходит от брака великой княжны Анны Павловны (дочери императора Павла I) с королём Виллем II Нидерландским. | король Виллем-Александр Нидерландский                              |
| Александровы                                           |                                                        | Внебрачная ветвь, происходящая от великого князя Константина Павловича и Клары Анны де Лоран. Родственная ветвь по мужской линии пресеклась. | нет                                                                |
| Греческие Глюгсбурги                                   |                                                        | 1-Происходит от брака великой княжны Ольги Константиновны с королём Георга I Греческого. 2-Происходит от брака великой княжны Елены Владимировны с принцем Николаем Греческим и Датским. Родственная ветвь по мужской линии пресеклась.                                 | 1-король Константин II Греческий 2-нет                             |
| Вюртембергские                                         |                                                        | Происходит от брака великой княжны Веры Константиновны с герцогом Евгением Вюртембергским. Родственная ветвь по мужской линии пресеклась. | нет                                                                |
| Маунтбеттены, маркизы Милфорд-Хейвены                  |                                                        | Происходит от брака графини Надежды Михайловны де Торби (матрилинейной дочери Михаила Михайловича) с Джорджом Луисом Маунтбеттеном, 2-м маркизом Милфорд-Хейвеном. | Джордж Маунтбеттен, 4-й маркиз Милфорд-Хейвен                      |
| Юсуповы                                                |                                                        | Происходит от брака княжны крови императорской Ирины Александровны с князем Феликсом Феликсовичем Юсуповым, графом Сумароков-Эльстоном. Родственная ветвь по мужской линии пресеклась.                                                                                  | нет                                                                |
| Саксен-Кобург-Готские, герцоги Эдинбургские            |                                                        | Происходит от брака великой княжны Марии Александровны (дочери императора Александра II) с Альфредом Саксен-Кобург-Готским, герцогом Эдинбургским. Родственная ветвь по мужской линии пресеклась.                                                                       | нет                                                                |
| Лейнингены                                             |                                                        | Происходит от брака княжны крови императорской Марии Кирилловны с Карлом III, князем Лейнингенским. | князь Николай Кириллович Лейнинген-Романов                         |
| Гогенцоллерны                                          |                                                        | Происходит от брака княжны крови императорской Киры Кирилловны с принцем Луи Фердинандом Прусским. | Георг Фридрих Фердинанд, принц Прусский                            |
| Бернадоты                                              |                                                        | Происходит от брака великой княжны Марии Павловны с принцем Вильгельмом, герцогом Сёдерманландским. | Бьёрн Вильгельм Бернандот                                          |
| князья Палей                                           |                                                        | Происходит от морганатического брака великого князя Павла Александровича и Ольги Валериановны Карнович (фон Пистолькорс, Романова, Палей). Родственная ветвь по мужской линии пресеклась.                                                                               | нет                                                                |
| Юрьевские                                              |                                                        | Происходит от морганатического брака императора Александра II и княжны Екатерины Михайловны Долгоруковой, княгини Юрьевской | князь Георгий Александрович Юрьевский                              |
| Куликовские-Романовы                                   |                                                        | Происходит от брака великой княжны Ольги Александровны с Николаем Александровичем Куликовским. | Пол Эдвард Ларсен-Куликовский                                      |

### Романовы после 1917 года
В начале 1917 года Дом Романовых насчитывал 65 членов (в том числе 32 представителя мужского пола), 18 из которых (в том числе 13 мужчин) были убиты большевиками в 1918—1919 годах в Екатеринбурге, Алапаевске, Санкт-Петербурге. Спасшиеся 47 человек оказались в изгнании за границей (в основном во Франции и США).
В 1920—1930-х годах значительная часть представителей династии продолжала надеяться на крах советской власти в России и восстановление монархии. Великая княжна Ольга Константиновна в ноябре-декабре 1920 года была регентом Греции и приняла в страну часть беженцев из России. В 1942 году двоим представителям Дома Романовых предлагали черногорский престол. Существует Объединение членов рода Романовых.
Все нынешние представители этого рода являются потомками четырёх сыновей императора Николая I:
- Александровичи, потомки императора Александра II. Эта ветвь имеет четырёх ныне живущих представителей — его праправнучку Марию Владимировну, её сына Георгия Михайловича и внука Александра Георгиевича, и правнука Кирилла Владимировича от его старшей дочери Марии Кирилловны, княгини Лейнингенской, — князя Николая Кирилловича, принца Лейнингенского. Кроме них, к линии Александра II относятся два рода его узаконенных морганатических потомков — князья Романовские-Ильинские и светлейшие князья Юрьевские.
- Константиновичи, потомки великого князя Константина Николаевича. По мужской линии ветвь пресеклась в 1973 году (со смертью Всеволода, сына Иоанна Константиновича), а по женской со смертью сестры Всеволода Иоанновича — Екатерины Иоанновны в 2007 году.
- Николаевичи, потомки великого князя Николая Николаевича Старшего. Последние представители мужского пола, Дмитрий Романович (1926—2016) и Николай Романович (1922—2014), умерли, остались только дочери Николая Романовича: Наталья (род. 1952), Елизавета (род. 1956) и Татьяна (род. 1961).
- Михайловичи, потомки великого князя Михаила Николаевича. К этой ветви принадлежат все остальные живущие ныне Романовы-мужчины, младший из которых родился в 2013 году.

## Генетические исследования
В 1991 году из обнаруженного в окрестностях Екатеринбурга группового захоронения извлекли найденные там останки людей со следами насильственной смерти. По факту обнаружения останков убитых Генеральной прокуратурой и Бюро Главной судебно-медицинской экспертизы РФ была назначена комплексная экспертиза (в комиссию экспертов вошли представители различных областей науки). Исследование останков традиционными антропологическими методами показало, что захоронено было девять человек.
Включённый в состав комиссии специалист по молекулярной генетике Павел Иванов выполнил исследование ДНК, извлечённой из останков этих 9 человек. Анализ аллельного состояния молекулярно-генетических маркеров ДНК выявил среди останков семейную группу из 5 человек, включавшую отца, мать и трёх дочерей (остальные 4 индивида не обнаруживали родственных связей ни с членами данной группы, ни между собой). Сопоставление же митохондриальной ДНК с использовавшимися в качестве объектов сравнения образцами митохондриальной ДНК, выделенной из крови ныне живущих родственников по женской линии как императора (герцог Файф и графиня Шереметьева-Сфири), так и императрицы (герцог Эдинбургский), убедительно подтвердило, что среди захороненных действительно находятся пять расстрелянных 17 июля 1918 года представителей династии Романовых: Николай II, Александра Фёдоровна и три их дочери.
Старший следователь-криминалист Следственного комитета РФ Владимир Соловьёв, руководивший этими работами и доказавший, что найденные под Екатеринбургом останки принадлежат семье убитого монарха, рассказывает, что изначально с идентификацией были проблемы: "мы находили родственников и путём переговоров убеждали их сдать анализ крови на ДНК — в 1990-х ДНК определяли по анализу крови. Среди них, например, супруг королевы Великобритании принц Филипп Маунтбаттен (он — потомок Николая I), переговоры проходили при посредничестве принца Майкла Кентского. При расшифровке ДНК Николая II экспертов ожидал неожиданный сюрприз — гетероплазмия или мутация в том участке ДНК, где, по уверениям учёных, раньше ни у кого из людей такого явления не наблюдалось. Условно говоря, если обозначить участок гена буквой, то у императора в этом месте наблюдалось две «буквы».
В 1990-х годах эксгумировали тело брата Николая II — цесаревича Георгия Александровича. Это решило многолетнюю проблему нахождения ДНК ближайших родственников последнего императора (зарубежные потомки отказывались предоставить материал). Сравнение анализов митохондриальной ДНК императора и цесаревича, выполненное П. Л. Ивановым, показало полную идентичность. «С медицинской, научной, криминалистической, наконец, точек зрения результат был превосходный. Полное совпадение генотипа Георгия Александровича с генотипом так называемого „скелета № 4“ (под таким номером значились останки Николая II), включая даже тот сдвоенный элемент в ДНК».
Для сравнительного анализа генетической последовательности Николая II были использованы данные теста мтДНК его племянника — Т. Н. Куликовского-Романова (сына Ольги Александровны). Для Александры Фёдоровны генетическим сравнительным материалом послужили данные об исследовании генетического материала принца Филиппа, герцога Эдинбургского, которые были взяты из книги Брайана Сайкса «Семь дочерей Евы».
«Точка в этой истории была поставлена в 2008 году. Известно, что в 1891-м на тогда ещё наследника престола цесаревича Николая Александровича в японском городе Оцу было совершено покушение. Японский полицейский нанёс ему несколько ударов саблей. В Государственном Эрмитаже сохранилась рубаха Николая II со следами крови. Впервые появилась возможность провести прямое сравнение генотипа императора с генотипом обнаруженных под Екатеринбургом останков. Всё совпало. В том числе и генетическая мутация». Ниже приводится сравнительная таблица результатов генетических исследований останков последнего российского императора:
| Имя                       | Гаплоидная группа | Последовательность Мт-ДНК (HVR1 / HVR2) | Последовательность Мт-ДНК (HVR1 / HVR2) |
| ------------------------- | ----------------- | --------------------------------------- | --------------------------------------- |
| Николай II                | T                 | 16126C, 16169Y, 16294T, 16296T          | 73G, 263G, 315.1C                       |
| Т. Н. Куликовский-Романов | T                 | 16126C, 16169Y, 16294T, 16296T          | 73G, 263G, 315.1C                       |

Останки Александры Фёдоровны и троих её детей, похороненных вместе с ней, продемонстрировали точное[прояснить] соответствие с 740 нуклеотидами митохондриальной ДНК принца Филиппа.
| Имя                           | Гаплоидная группа | Последовательность Мт-ДНК (HVR1 / HVR2) | Последовательность Мт-ДНК (HVR1 / HVR2) |
| ----------------------------- | ----------------- | --------------------------------------- | --------------------------------------- |
| Александра Фёдоровна Романова | H                 | 16111T, 16357C, 16519C                  | 263G, 315.1C, 524.1A и 524.2C           |
| Принц Филипп                  | H                 | 16111T, 16357C, (?)                     | 263G, 315.1C, (?) и (?)                 |

В 2008—2009 годах были проведены исследования обнаруженных в 2007 году останков, предварительно идентифицированных как тела двух остальных детей Николая II — цесаревича Алексея и великой княжны Марии. Исследования проводились в Институте общей генетики РАН (Москва) Е. И. Рогаевым, в Лаборатории по идентификации ДНК Вооружённых сил США (AFDIL) и лаборатории Инсбрукского (Австрия) медицинского института (GMI). Одновременно был проведён повторный анализ ДНК останков из первого захоронения. В результате был сделан окончательный вывод: оба захоронения действительно содержат останки всей царской семьи, расстрелянной в 1918 году. Между российскими и американскими исследователями имеется лишь одно расхождение: американцы считают, что во втором захоронении находятся останки не Марии, а Анастасии.
Проведённый в 2009 году анализ ДНК внучки родной сестры принца Филиппа и правнучки принцессы Беатрис, дочери королевы Виктории и родной тёти Александры Фёдоровны, показали полное совпадение мтДНК их и Александры Фёдоровны с детьми. Помимо этого, была найдена мутация гемофилии B у Алексея, а также у Александры Фёдоровны и Анастасии (у женщин — гетерозиготное носительство).
В сентябре 2015 года Следственным комитетом РФ возобновлено изучение останков царской семьи, которое по предварительной оценке займёт не более двух месяцев.